# ジョン・ブローニング
ジョン・モーゼス・ブローニング（John Moses Browning, 1855年1月23日 - 1926年11月26日）は、アメリカ合衆国の銃器設計家である。本来、名字「Browning」の発音は「ブラウニング」に近いが、慣例的に「ブローニング」と表記される。本項でもそれに倣い、以降は「ブローニング」で統一する。

## 経歴

### ジョン・ブローニングの登場
ジョン・ブローニングは1855年にアメリカユタ州のオグデンで生まれる。父親は同じく銃技師であるジョナサン・ブローニング。末日聖徒イエス・キリスト教会の教会員であったジョナサンには妻が二人存在し、そのためかジョンの周りの兄弟は異母兄弟5人を含め非常に多かった。ジョナサンは商売も繁盛していたほか、一時は地方判事にも選ばれるほどの人物だった。直系では彼の他に弟が5人存在したが、その中で長男のジョンは一番器用であったとされ、18歳の時には銃の修理など父ジョナサンの銃砲店を手伝うようになり、その他にも手作りでつくった革靴がオグデンで評判になるなどした。その後、父親の銃砲店を引き継いだジョンは、24歳のときにはみずからレバーアクション式単発ライフルを開発し、1879年10月7日付けで特許を取得している。
1879年にジョンは生涯の妻となるレイチェルと結婚。しかしこの年に父親のジョナサンがこの世を去ってしまう。社長で一家の大黒柱でもあった父を失ったことで、兄弟達はその後の経営方針を話し合った結果、弟マシューの提案により生計は銃の修理に限定、それに平行してジョンの開発したレバーアクションライフルを販売しようという内容で合意した。3年後、兄弟達はジョン自ら開発したレバーアクション式ライフルの販売をオグデンを中心に開始、このライフル銃は当時それなりに高評価を得ることとなった。
この銃に注目したのが、当時銃器販売で有名であったウィンチェスター社のセールスマン、アンドリュー・アクアウスランドであった。このユニークなライフル銃に注目したアンドリューは社長であったトーマス・G・ベネットに対しこのライフル銃を郵送した。ベネット自身もこの銃に大変感心し、当時ウィンチェスター社があったコネティカット州ハートフォードから大陸横断鉄道に乗り自らジョン・ブローニングに会いに行った。その後ベネットはジョンとの交渉の結果、この単発ライフルの在庫品と特許を8000ドルでの買取に成功し、その後ウィンチェスター社ではレバーアクションライフルの製造を開始した。これが1885年に登場するウィンチェスターM1885である。

### 自ら会社を設立
ウィンチェスター社との交渉の末、特許の売却により大金を得たジョンら兄弟達はオグデンに新たに二階建ての建物を買い取り1883年に「ブローニング兄弟商会（J.M.BROWNING & BRO.）」の名称で銃砲店を設立した。店内での営業は銃器販売を主として銃の調整から修理、さらに釣り具も販売されていた。自らの店を持ったジョン達はその後、店での役割人事を決めることとなった。その結果ジョンは銃の設計開発に専念し、マシューが店舗の経営管理、その他の兄弟達はそれまで販売してきた銃の修理や製造を行うことで合意し、店の経営もそれなりに順調に進めることが出来た。
その後ジョンは新たにレバーアクションライフルを開発し特許を取得している。外見上はウィンチェスター社が製造したウィンチェスターM73とそっくりな物だが、内部構造が二つのロッキングブロックを使用しボルトを閉鎖するといったM73に比べて頑丈で故障の少ない設計になっていた。さらに弾薬はそれまで単発式ライフルで使用していた45-90弾を使用することが可能で、のちの改良型では50-110-300弾（0.50インチ口径）といった大口径弾を使用できた。この新型ライフルもウィンチェスター社はブローニングから50,000ドルで買取り、ウィンチェスターM1886として販売されるようになった。このM1886は1886年から1932年までの間に総製造数約16万挺製造されることとなりウィンチェスターでは空前のヒット商品となった。
M1886の製造権をウィンチェスター社に売りこんだ1884年にジョンとマシューはベネットからの招待を受け、ユタ州からコネティカット州のウィンチェスター本社に向かうこととなった。そこでベネットから新たにレバーアクション式のショットガン製造の話を持ちかけられる。その答えにジョンとマシューは2年以内には出来ると答え研究を開始し、8か月後の1885年の6月に特許申請を行ないウィンチェスターに売りこんだ。これが世界初のレバーアクション・ショットガンであるウィンチェスターM1887である。
この時ジョンは、ショットガンの機構にはレバーアクションとは違う別の作動方式が向くと考えていた。そこで1890年に新たに彼が考え出した機構部が後のショットガンの機構部として有名となる「ポンプアクション方式」である。ポンプアクションとは、ショットガンの銃身に取付けられた送弾機をスライドさせ、それをまた戻すことで射撃姿勢を維持したまま弾薬装填と廃莢を同時に行う機構である。このポンプアクション機構を取入れ撃鉄を露出させた有鶏頭型（オープンハンマー）ショットガンを開発している。この銃はその後ウィンチェスターM1893として世に売り出された。M1893は改良されウィンチェスターM1897としてアメリカを中心に大々的に売られる事となった。さらにM1897はウィンチェスター社の銃技師であるトーマス・C・ジョンソンによりさらに改良が加えられ、1912年にウィンチェスターM1912として1943年まで製造されることとなった。

### 30日で新型ライフルを作る
ポンプアクション機構の開発に成功したジョンはウィンチェスターに対しこの機構の買取りを要求するが、ウィンチェスター社ではレバーアクション式の銃器で非常に利益を得ていた事から、ベネットは引続きジョンに対しレバーアクションのライフル銃の設計継続を依頼した。条件として大口径ではなく、それまで製造してきたM73の外見をそのまま使用し、もっと近代的でさまざまな口径の弾薬が撃てる民間ライフル銃を設計してほしいと依頼してきたのである。さらにベネットは3か月以内に完成したら一万ドル、2か月以内なら一万五千ドル支払うと持ちかけた。この答えにジョンは「30日以内に作るからそのときは2万ドルほしい、そしてもし一日でも開発が遅れれば1セントもいらない」と答えた。実際にジョンはこの約束を見事達成し、このライフル銃はのちに西部劇などでよく登場するウィンチェスターM92として販売され、その後このライフル銃は実に100万挺も売れウィンチェスター社に高利益をもたらした。

### 機関銃及び自動式拳銃の開発
ショットガン開発を進める中、ジョンはショットガンの射撃時に発生するガスの余剰エネルギーに注目し、これを次弾の装填に利用できないかと思案した。そこでジョンはレバーアクションライフルの銃口に余分な発射ガスが漏れないようにキャップを取り付け、研究を開始した。そしてキャップの中央に弾丸が通る穴を開け、キャップの下部には銃のレバーと連動するように連結用の金属棒を取付けられた。これにより射撃時に起こる発射ガスがキャップに連動し連結棒から自動的に銃のレバー部分に連動し次弾を装填する仕組みである。この試作銃は動作に成功したがセミオートマチックでの射撃のみで給弾の問題も起こってしまった。そこで給弾の問題の解決にジョンが注目したのが、カウボーイ達が身に着けていたガンベルトである。横一列に並べられた弾丸に注目したジョンは自ら弾薬を並べられるように弾帯を作成し、これを銃の機構部に装填することにより連続して射撃が行える、いわゆる「機関銃」の開発に成功するのである。その後金属製の弾帯をも作成し、ジョンとマシューはこの機関銃が軍事目的に使用されること望んだことから、それまで売込みを行っていたウィンチェスター社ではなく、軍用銃器メーカーとして当時有名であったコルト社にこの試作機関銃の売込みを行った。
この機関銃にコルト社が興味を示したことから、ジョンとマシューは1893～1895年の間に何度も大陸を横断しコルト社の本社を訪問し、その間にこの試作銃の設計変更や作動方式などの改良を何度も行った。そして1895年に6mm口径の弾薬を利用したコルト・ブローニングM1895重機関銃として販売されることとなった。この機関銃には現在のマシンガンの多くで使用されている給弾機構「ガス・オペレーション式」が使用され、それまで機関銃の機構として用いられてきた手回し式のガトリング銃を完全に過去の物としたのである。
またこの時期、ジョンは機関銃で開発に成功しているガス・オペレーション式機構を拳銃にも使用し、それまでのリボルバー式拳銃の自動式化にも成功し、1897年の8月に特許を取得、コルト社はこの自動式拳銃の製造権を買取り生産を開始している。一方、ガス・オペレーションで拳銃弾を射撃した場合、反動が大きいことから拳銃弾ではガス・オペレーション式には向かないことが発覚する。そこで新たに射撃の際に内部のボルト部分を一瞬遅らせ連動させる「パラレル・ローラー・ロッキング式」・「ローテーティング・バレル式」と呼ばれる機構を考案し、特許を得ている。1900年にはこの内の一つ「パラレル・ローラー・ロッキング式」を使用した拳銃の開発に成功し1896年に特許を取得、製造権を買取ったコルト社によりコルトM1900として、販売され、M1900はアメリカ国内で初のオートマチック式拳銃となった。M1900はその後改良を重ね、バリエーションとしては口径や安全装置などを変更させたM1902・M1903・M1905・M1908を開発、これらはすべてコルト社によって生産・販売されることとなった。

### ウィンチェスター社との決別
ジョンの銃器の自動化はショットガンにも使用されるようになり、それまで使用していた「ガス・オペレーション式」とは違う後方圧力を利用した「ブローバック式」を開発し、この機構を取り入れたショットガンの開発に成功している。しかしこの頃からジョン・ブローニングとウィンチェスター社の社長のベネットとの関係は、契約金の支払いなどの関係からこじれ、非常に悪化していた。そして新たにジョンが開発した自動式ショットガンの製造権を、ベネットが買取を拒否したことが決定的となり1882年以降19年間続いたウィンチェスター社との良好な関係に終止符が打たれた。
この新型ショットガンはニューヨークのリヨンにあるレミントン・アームズ社にも持ち込みを行うが、提出直前にレミントン社長であるマーセラルが突然死去してしまった為に機会を失ってしまう。そこでジョンはアメリカ国内でも販売をあきらめ、渡欧、先に自動式拳銃の契約に成功していたベルギーのFN社でようやく契約に成功する。このショットガンはFNブローニング自動五連式銃（FN browning Auto 5）として生産が開始した。一方、1904年にはレミントン社でも製造を開始し、こちらはレミントンM11として販売された。
FN社との繋がりが深くなったことからジョンはオグデンからベルギーFN社の近くに家族とともに移住し、そこでM1900の後継としてFN ブローニングM1910を開発した。後に設計・開発した有名なものでは、長らくアメリカ軍の制式拳銃であったM1911、1917年にアメリカ軍に制式採用されたブローニングM1918自動小銃（BAR）などがある。これほどのものを開発しながら、ジョンは末日聖徒イエス・キリスト教会の教会員らしい寛容さでM1911やBAR、水冷式機関銃の製造権利をたった75,000ドルで軍に譲り渡した。ある資料によると、民間企業に売れば軽く1000万ドルは超えたはずであるという。

### 突然の死
ジョンは1923年にFN ブローニング・ハイパワー拳銃の設計を開始。そして1925年には遺作となる自動式でない上下二連式ショットガン、ブローニング・スーパーポーズドを設計する。1926年に設計したショットガンがどのように製品化されるのかを確認するため、妻と息子のヴァルを連れて61回目のベルギー旅行に出かけた。しかし1926年11月26日にFN社の工場を見学後、ジョンは急に胸の痛みを訴え倒れてしまう。直ちに医者が呼ばれ救急蘇生が施されたが、その数分後に帰らぬ人となってしまった。
結局ハイパワーもスーパーポーズドも製造されたのは彼の死後で、彼自身がその目で見ることはできなかった。
ジョン・モーゼス・ブローニングは、その生涯でピストル、ライフル、ショットガン、マシンガンなどあらゆる種類の銃を設計し、近代のあらゆる銃に使用されている作動機構を発明した。彼は128の特許を取得し、その中には実用化されなかったものもあるが、世界の軍用銃で彼の発明に頼らないものは一つもない。

## ブローニングが設計した銃器、弾薬一覧

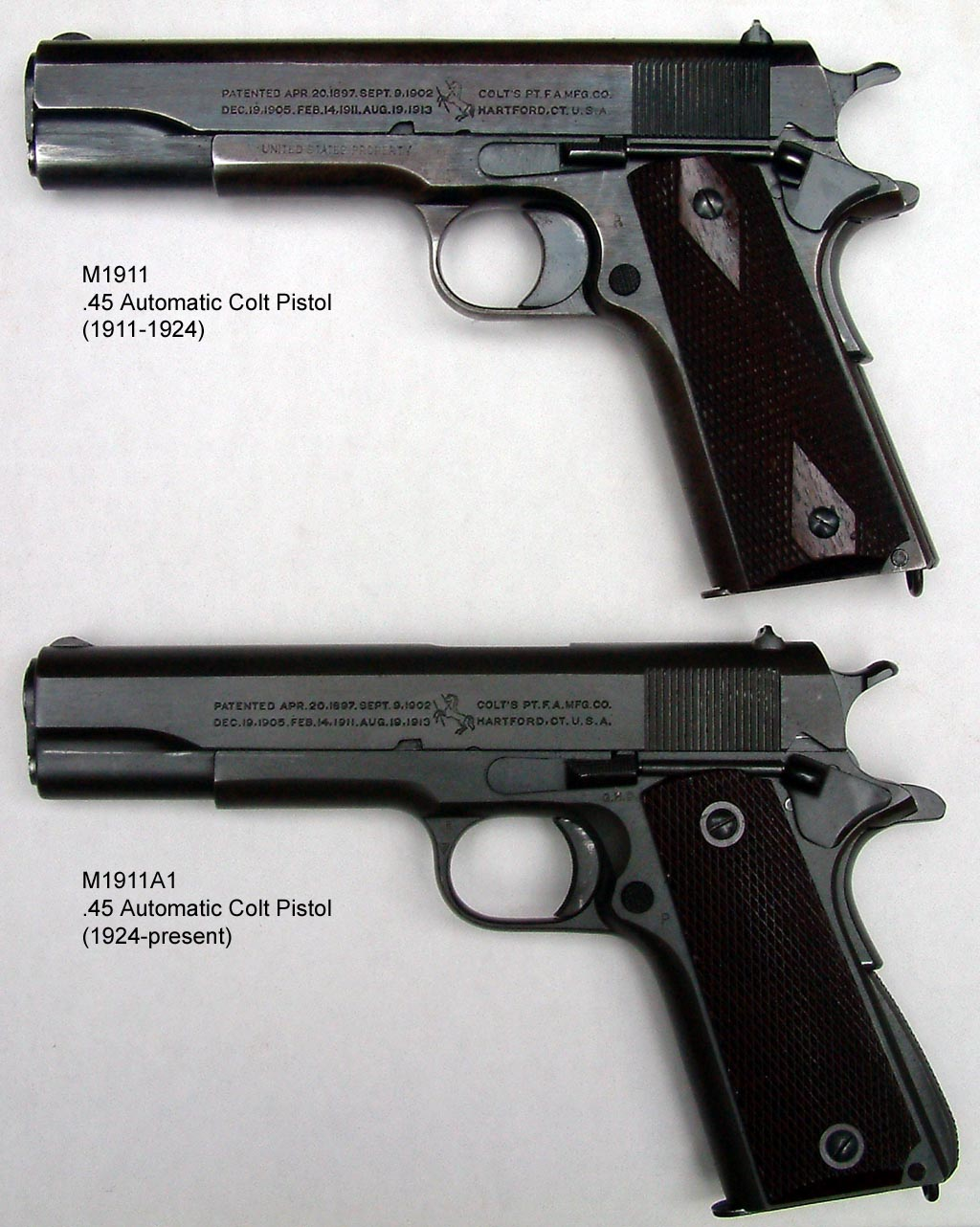
M1911(上)、M1911A1(下)

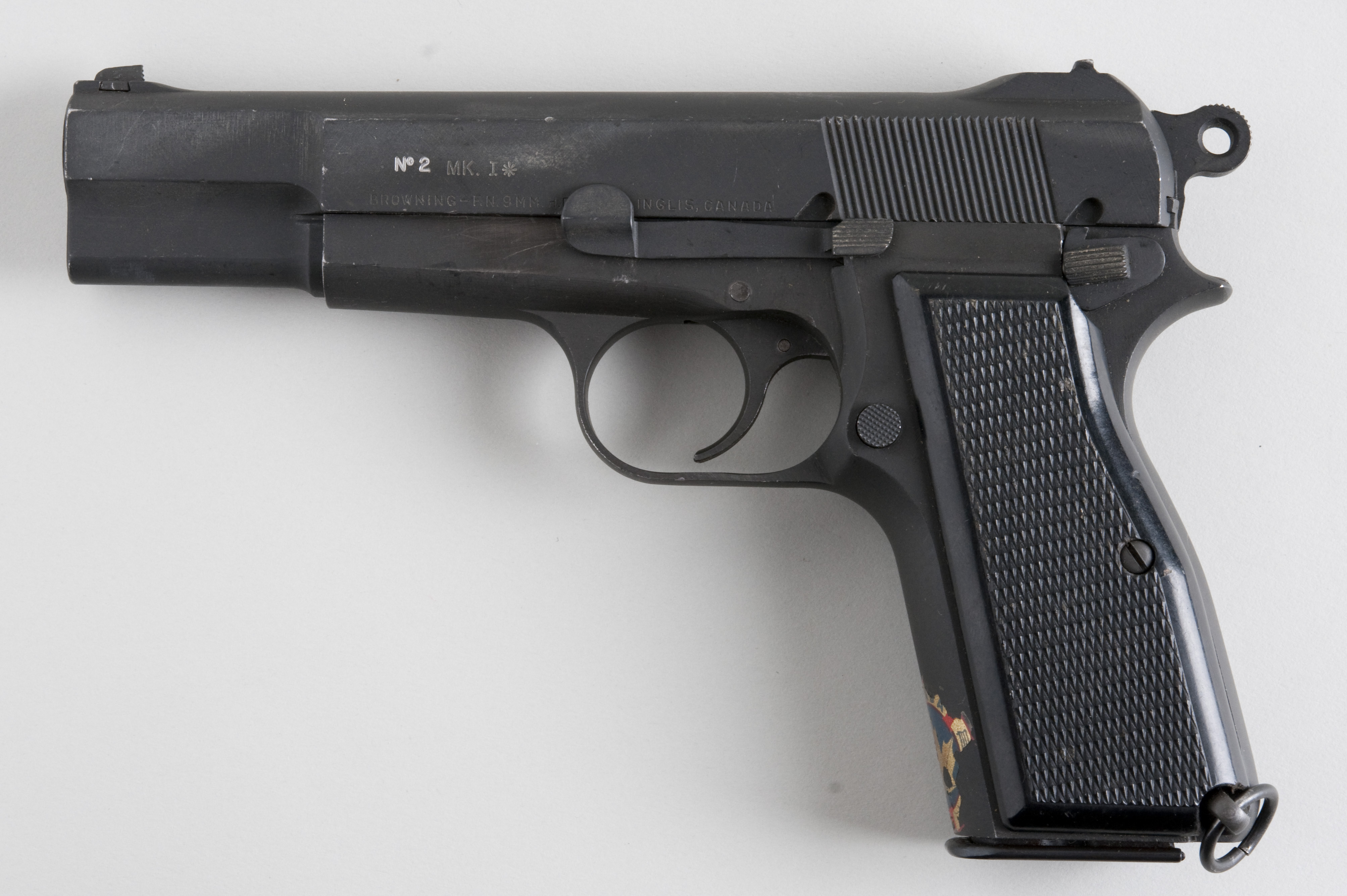
ブローニング・ハイパワー

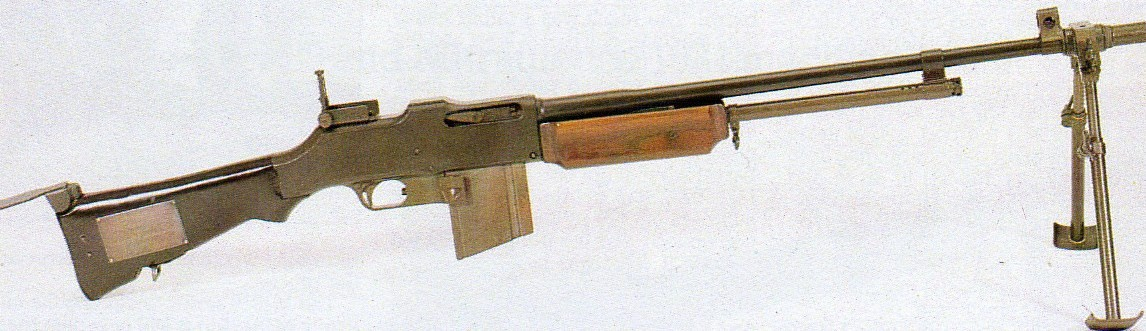
ブローニングM1918A2自動小銃

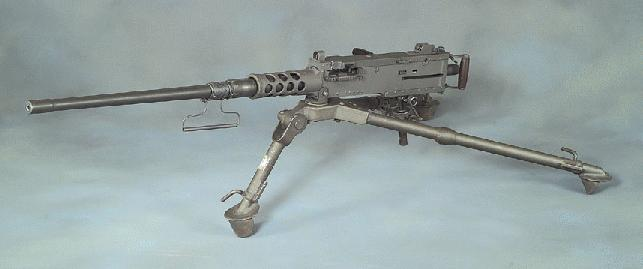
ブローニングM2重機関銃

### 自動式拳銃
- FN ブローニングM1900
- コルトM1900
- コルトM1903
- FN ブローニングM1903
- FN ポケット・モデル M1906
- コルト・ベスト・ポケット
- FN ブローニングM1910
- M1911（コルト・ガバメント）
- FN ブローニング・ハイパワー

### 散弾銃
- ウィンチェスターM1887（レバー・アクション式散弾銃。ターミネーター2で登場）
- ウィンチェスターM1897（ポンプ・アクション式散弾銃）
- ブローニング・オート5、レミントンM11（反動利用式五連発散弾銃）
- ブローニング・スーパーポーズド（中折式上下二連散弾銃）

### 小銃
- ウィンチェスターM1894（レバー・アクション式小銃）
- ウィンチェスター M1895（軍用実包を使用するレバー・アクション式小銃）
- レミントン M8（反動利用式半自動小銃）

### 機関銃、自動小銃
- コルト・ブローニングM1895重機関銃
- ブローニングM1917重機関銃
- ブローニングM1918自動小銃（BAR）
- ブローニングM1919重機関銃
- ブローニングM2重機関銃

### 弾薬
- .25ACP弾
- .32ACP弾
- .380ACP弾
- .38スーパー弾
- .45ACP弾
- 12.7x99mm NATO弾